# Anthidiellum crassepunctatum
Anthidiellum crassepunctatum är en biart som först beskrevs av Popov 1935.  Anthidiellum crassepunctatum ingår i släktet Anthidiellum och familjen buksamlarbin. Inga underarter finns listade i Catalogue of Life.